# Artere frenice inferioare
Arterele frenice inferioare sunt două vase mici care alimentează diafragma.   Prezintă multă varietate în originea lor.  

## Anatomie

### Origine
Arterele frenice inferioare apar de obicei între vertebrele T12 și L2.  Ele pot apărea separat din fața aortei, imediat deasupra arterei celiace, sau dintr-un trunchi comun, care poate izvorî fie din aortă, fie din artera celiacă.   Uneori una este derivată din aortă, iar cealaltă dintr-una din arterele renale; rareori apar ca vase separate de aortă.  

### Ramuri
Acestea diverg una de alta peste creasta diafragmei și apoi au traseul oblic în sus și lateral pe suprafața inferioară a acesteia.
- artera frenică stângă trece în spatele esofagului și are traseul înainte pe partea stângă a hiatusului esofagian.
- artera frenica dreaptă trece în spatele venei cave inferioare și de-a lungul părții drepte a foramenului care transmite acea venă. Aproape de partea din spate a tendonului central, fiecare vas se împarte într-o ramură medială și laterală.
- ramura medială se curbează înainte și se anastomozează cu omologul său din partea opusă și cu arterele musculofrenice și pericardiacofrenice.
- ramura laterală trece spre partea laterală a toracelui și se anastomozează cu arterele intercostale inferioare și cu cele musculofrenice. Ramura laterală a arterei frenică dreaptă trimite câteva vase către vena cavă inferioară; iar cea stângă, câteva ramuri către esofag.

## Fiziologie
Arterele frenice inferioare alimentează diafragma.   Fiecare dintre vasele mai mici emite ramuri suprarenale superioare către glanda suprarenală a propriei părți. Splina și ficatul primesc, de asemenea, câteva ramuri din vasele stângi și respectiv din cele drepte.